# Alpiner Skieuropacup 1999/2000
Die Saison 1999/2000 des Alpinen Skieuropacups begann am 7. Dezember 1999 in Haute-Nendaz (SUI) und endete am 19. März 2000 in See (AUT). Bei den Herren wurden 33 Rennen ausgetragen (6 Abfahrten, 8 Super-G, 9 Riesenslaloms, 10 Slaloms). Bei den Damen waren es ebenfalls 33 Rennen (8 Abfahrten, 7 Super-G, 9 Riesenslaloms, 9 Slaloms).

## Europacupwertungen

### Gesamtwertung
| Rang | Name               | Land        | Punkte |
| ---- | ------------------ | ----------- | ------ |
| 1    | Christoph Gruber   | Österreich  | 864    |
| 2    | Ivan Bormolini     | Italien     | 784    |
| 3    | Patrick Wirth      | Österreich  | 681    |
| 4    | Mario Matt         | Österreich  | 629    |
| 5    | Raphaël Burtin     | Frankreich  | 589    |
| 6    | Florian Eckert     | Deutschland | 517    |
| 7    | Bjarne Solbakken   | Norwegen    | 514    |
| 8    | Roland Assinger    | Österreich  | 436    |
| 8    | Sami Uotila        | Finnland    | 436    |
| 100  | Rainer Schönfelder | Österreich  | 408    |

| Rang | Name                      | Land       | Punkte |
| ---- | ------------------------- | ---------- | ------ |
| 1    | Selina Heregger           | Österreich | 1250   |
| 2    | Martina Lechner           | Österreich | 0995   |
| 3    | Warwara Selenskaja        | Russland   | 0760   |
| 4    | Corinne Imlig             | Schweiz    | 0722   |
| 5    | Carolina Waidhofer-Dummer | Österreich | 0673   |
| 6    | Kerstin Reisenhofer       | Österreich | 0660   |
| 7    | Tina Maze                 | Slowenien  | 0572   |
| 8    | Katja Wirth               | Österreich | 0569   |
| 9    | Michaela Kofler           | Österreich | 0471   |
| 100  | Veronika Thanner          | Österreich | 0466   |

### Abfahrt
| Rang | Name             | Land       | Punkte |
| ---- | ---------------- | ---------- | ------ |
| 1    | Ivan Bormolini   | Italien    | 350    |
| 2    | Christoph Gruber | Österreich | 252    |
| 3    | Patrick Wirth    | Österreich | 240    |
| 4    | Konrad Hari      | Schweiz    | 232    |
| 5    | Roland Assinger  | Österreich | 231    |

| Rang | Name                | Land       | Punkte |
| ---- | ------------------- | ---------- | ------ |
| 1    | Kerstin Reisenhofer | Österreich | 505    |
| 2    | Warwara Selenskaja  | Russland   | 380    |
| 3    | Veronika Thanner    | Österreich | 372    |
| 4    | Martina Lechner     | Österreich | 366    |
| 5    | Selina Heregger     | Österreich | 354    |

### Super-G
| Rang | Name                     | Land        | Punkte |
| ---- | ------------------------ | ----------- | ------ |
| 1    | Patrick Wirth            | Österreich  | 441    |
| 2    | Florian Eckert           | Deutschland | 373    |
| 3    | Christoph Gruber         | Österreich  | 359    |
| 4    | Ivan Bormolini           | Italien     | 352    |
| 5    | Sébastien Fournier-Bidoz | Frankreich  | 245    |

| Rang | Name               | Land       | Punkte |
| ---- | ------------------ | ---------- | ------ |
| 1    | Corinne Imlig      | Schweiz    | 422    |
| 2    | Warwara Selenskaja | Russland   | 380    |
| 3    | Selina Heregger    | Österreich | 333    |
| 4    | Martina Lechner    | Österreich | 287    |
| 5    | Barbara Merlin     | Italien    | 217    |

### Riesenslalom
| Rang | Name               | Land       | Punkte |
| ---- | ------------------ | ---------- | ------ |
| 1    | Raphaël Burtin     | Frankreich | 589    |
| 2    | Sami Uotila        | Finnland   | 436    |
| 3    | Rainer Schönfelder | Österreich | 408    |
| 4    | Bjarne Solbakken   | Norwegen   | 395    |
| 5    | Alessandro Roberto | Italien    | 373    |

| Rang | Name                 | Land       | Punkte |
| ---- | -------------------- | ---------- | ------ |
| 1    | Selina Heregger      | Österreich | 541    |
| 2    | Tina Maze            | Slowenien  | 439    |
| 3    | Martina Lechner      | Österreich | 338    |
| 4    | Stina Hofgård Nilsen | Norwegen   | 319    |
| 5    | Katja Wirth          | Österreich | 257    |

### Slalom
| Rang | Name                 | Land               | Punkte |
| ---- | -------------------- | ------------------ | ------ |
| 1    | Mario Matt           | Österreich         | 510    |
| 2    | Christian Castellano | Italien            | 359    |
| 3    | Sacha Gros           | Vereinigte Staaten | 322    |
| 4    | Markus Larsson       | Schweden           | 306    |
| 5    | Kentarō Minagawa     | Japan              | 297    |

| Rang | Name                      | Land       | Punkte |
| ---- | ------------------------- | ---------- | ------ |
| 1    | Emma Pezzedi              | Italien    | 400    |
| 2    | Carolina Waidhofer-Dummer | Österreich | 385    |
| 3    | Henna Raita               | Finnland   | 380    |
| 4    | Noriyo Hiroi              | Japan      | 322    |
| 5    | Malin Hultdin             | Schweden   | 232    |

## Podestplatzierungen Herren

### Abfahrt
| Datum      | Ort                        | 1. Platz                                   | 2. Platz                 | 3. Platz                     |
| ---------- | -------------------------- | ------------------------------------------ | ------------------------ | ---------------------------- |
| 21.12.1999 | St. Moritz (SUI)           | Peter Rzehak (AUT)                         | Ozbi Oslak (SLO)         | Pierre-Emmanuel Dalcin (FRA) |
| 13.01.2000 | St. Anton am Arlberg (AUT) | Ivan Bormolini (ITA)                       | Didier Défago (SUI)      | Ludwig Sprenger (ITA)        |
| 14.01.2000 | St. Anton am Arlberg (AUT) | Audun Grønvold (NOR)                       | Christoph Gruber (AUT)   | Ivan Bormolini (ITA)         |
| 26.01.2000 | Les Orres (FRA)            | Patrick Wirth (AUT) Christoph Gruber (AUT) |                          | Konrad Hari (SUI)            |
| 27.01.2000 | Les Orres (FRA)            | Konrad Hari (SUI)                          | Ivan Bormolini (ITA)     | Roland Assinger (AUT)        |
| 03.03.2000 | Tonalepass (ITA)           | Michael Walchhofer (AUT)                   | Claudio Collenberg (SUI) | Ivan Bormolini (ITA)         |

### Super-G
| Datum      | Ort                          | 1. Platz                       | 2. Platz               | 3. Platz                 |
| ---------- | ---------------------------- | ------------------------------ | ---------------------- | ------------------------ |
| 14.12.1999 | Obereggen (ITA)              | Florian Eckert (GER)           | Patrik Järbyn (SWE)    | Roland Assinger (AUT)    |
| 22.12.1999 | St. Moritz (SUI)             | Sébastien Fournier-Bidoz (FRA) | Peter Rzehak (AUT)     | Patrick Wirth (AUT)      |
| 15.01.2000 | St. Anton am Arlberg (AUT)   | Patrick Wirth (AUT)            | Ivan Bormolini (ITA)   | Stephan Görgl (AUT)      |
| 28.01.2000 | Les Orres (FRA)              | Patrick Wirth (AUT)            | Ivan Bormolini (ITA)   | Stephan Görgl (AUT)      |
| 31.01.2000 | Garmisch-Partenkirchen (GER) | Patrick Wirth (AUT)            | Christoph Gruber (AUT) | Fredrik Nyberg (SWE)     |
| 01.02.2000 | Garmisch-Partenkirchen (GER) | Ivan Bormolini (ITA)           | Christoph Gruber (AUT) | Florian Eckert (GER)     |
| 04.03.2000 | Tonalepass (ITA)             | Matteo Berbenni (ITA)          | Christoph Gruber (AUT) | Benjamin Melquiond (FRA) |
| 13.03.2000 | Galtür (AUT)                 | Sébastien Fournier-Bidoz (FRA) | Florian Eckert (GER)   | Patrice Manuel (FRA)     |

### Riesenslalom
| Datum      | Ort                    | 1. Platz               | 2. Platz                 | 3. Platz                 |
| ---------- | ---------------------- | ---------------------- | ------------------------ | ------------------------ |
| 07.12.1999 | Valloire (FRA)         | Sami Uotila (FIN)      | Raphaël Burtin (FRA)     | Rainer Schönfelder (AUT) |
| 08.12.1999 | Valloire (FRA)         | Sami Uotila (FIN)      | Urs Kälin (SUI)          | Erik Schlopy (USA)       |
| 06.01.2000 | Krompachy-Plejsy (SVK) | Ronald Stampfer (AUT)  | Rainer Schönfelder (AUT) | Sami Uotila (FIN)        |
| 09.01.2000 | Kranjska Gora (SLO)    | Raphaël Burtin (FRA)   | Christoph Gruber (AUT)   | Sami Uotila (FIN)        |
| 17.01.2000 | Pozza di Fassa (ITA)   | Erik Schlopy (USA)     | Raphaël Burtin (FRA)     | Ivan Bormolini (ITA)     |
| 20.01.2000 | Courchevel (FRA)       | Raphaël Burtin (FRA)   | Bjarne Solbakken (NOR)   | Sami Uotila (FIN)        |
| 09.02.2000 | Sella Nevea (ITA)      | Raphaël Burtin (FRA)   | Mitja Kunc (SLO)         | Christoph Gruber (AUT)   |
| 10.02.2000 | Sella Nevea (ITA)      | Raphaël Burtin (FRA)   | Alessandro Roberto (ITA) | Rainer Schönfelder (AUT) |
| 18.03.2000 | Kappl (AUT)            | Bjarne Solbakken (NOR) | Alessandro Roberto (ITA) | Andrea Zinsli (SUI)      |

### Slalom
| Datum      | Ort                    | 1. Platz                     | 2. Platz                   | 3. Platz                                    |
| ---------- | ---------------------- | ---------------------------- | -------------------------- | ------------------------------------------- |
| 10.12.1999 | Welschnofen (ITA)      | Fabrizio Tescari (ITA)       | Andrej Miklavc (SLO)       | Sacha Gros (USA)                            |
| 15.12.1999 | Obereggen (ITA)        | Sacha Gros (USA)             | Mario Reiter (AUT)         | Kristinn Björnsson (ISL) Angelo Weiss (ITA) |
| 16.12.1999 | Welschnofen (ITA)      | Mika Marila (FIN)            | Sacha Gros (USA)           | Johan Brolenius (SWE)                       |
| 07.01.2000 | Krompachy-Plejsy (SVK) | Christian Castellano (ITA)   | Gaëtan Llorach (FRA)       | Mario Matt (AUT)                            |
| 10.01.2000 | Kranjska Gora (SLO)    | Mario Matt (AUT)             | Kentarō Minagawa (JPN)     | Christian Castellano (ITA)                  |
| 18.01.2000 | Pozza di Fassa (ITA)   | Andrzej Bachleda-Curuś (POL) | Kentarō Minagawa (JPN)     | Sacha Gros (USA)                            |
| 21.01.2000 | Courchevel (FRA)       | Markus Larsson (SWE)         | Alan Perathoner (ITA)      | Mario Matt (AUT)                            |
| 12.02.2000 | Ofterschwang (GER)     | Mario Matt (AUT)             | Christian Castellano (ITA) | Andrzej Bachleda-Curuś (POL)                |
| 13.02.2000 | Ofterschwang (GER)     | Mario Matt (AUT)             | Julien Lizeroux (FRA)      | Davide Simoncelli (ITA)                     |
| 19.03.2000 | See (AUT)              | Heinz Schilchegger (AUT)     | Florian Seer (AUT)         | Reinfried Herbst (AUT)                      |

## Podestplatzierungen Damen

### Abfahrt
| Datum      | Ort                     | 1. Platz                  | 2. Platz                  | 3. Platz               |
| ---------- | ----------------------- | ------------------------- | ------------------------- | ---------------------- |
| 04.01.2000 | Tignes (FRA)            | Michaela Kofler (AUT)     | Warwara Selenskaja (RUS)  | Selina Heregger (AUT)  |
| 05.01.2000 | Tignes (FRA)            | Warwara Selenskaja (RUS)  | Jeanette Collenberg (SUI) | Romina Dei Cas (ITA)   |
| 19.01.2000 | Haus im Ennstal (AUT)   | Emily Brydon (CAN)        | Martina Lechner (AUT)     | Veronika Thanner (AUT) |
| 20.01.2000 | Haus im Ennstal (AUT)   | Kerstin Reisenhofer (AUT) | Alison Powers (USA)       | Emily Brydon (CAN)     |
| 26.01.2000 | Pra-Loup (FRA)          | Warwara Selenskaja (RUS)  | Kerstin Reisenhofer (AUT) | Elena Tagliabue (ITA)  |
| 27.01.2000 | Pra-Loup (FRA)          | Warwara Selenskaja (RUS)  | Kerstin Reisenhofer (AUT) | Selina Heregger (AUT)  |
| 02.02.2000 | Villars-sur-Ollon (SUI) | Kerstin Reisenhofer (AUT) | Selina Heregger (AUT)     | Corinne Imlig (SUI)    |
| 03.02.2000 | Villars-sur-Ollon (SUI) | Kerstin Reisenhofer (AUT) | Corinne Imlig (SUI)       | Olesja Alijewa (RUS)   |

### Super-G
| Datum      | Ort                     | 1. Platz                 | 2. Platz                    | 3. Platz                |
| ---------- | ----------------------- | ------------------------ | --------------------------- | ----------------------- |
| 16.12.1999 | Livigno (ITA)           | Corinne Imlig (SUI)      | Eveline Rohregger (AUT)     | Martina Lechner (AUT)   |
| 17.12.1999 | Livigno (ITA)           | Corinne Imlig (SUI)      | Selina Heregger (AUT)       | Martina Lechner (AUT)   |
| 21.12.1999 | L’Alpe d’Huez (FRA)     | Warwara Selenskaja (RUS) | Ingeborg Helen Marken (NOR) | Martina Lechner (AUT)   |
| 22.12.1999 | L’Alpe d’Huez (FRA)     | Warwara Selenskaja (RUS) | Ingeborg Helen Marken (NOR) | Olesja Alijewa (RUS)    |
| 21.01.2000 | Haus im Ennstal (AUT)   | Alison Powers (USA)      | Emily Brydon (CAN)          | Corinne Imlig (SUI)     |
| 28.01.2000 | Pra-Loup (FRA)          | Warwara Selenskaja (RUS) | Bibiana Perez (ITA)         | Alessandra Merlin (ITA) |
| 04.02.2000 | Villars-sur-Ollon (SUI) | Selina Heregger (AUT)    | Warwara Selenskaja (RUS)    | Corinne Imlig (SUI)     |

### Riesenslalom
| Datum      | Ort                   | 1. Platz                   | 2. Platz                   | 3. Platz                         |
| ---------- | --------------------- | -------------------------- | -------------------------- | -------------------------------- |
| 07.12.1999 | Haute-Nendaz (SUI)    | Katja Wirth (AUT)          | Selina Heregger (AUT)      | Tiziana De Martin Tropanin (ITA) |
| 10.12.1999 | Limone Piemonte (ITA) | Tina Maze (SLO)            | Sonia Vierin (ITA)         | Silke Bachmann (ITA)             |
| 08.01.2000 | Rogla (SLO)           | Tina Maze (SLO)            | Britt Janyk (CAN)          | Selina Heregger (AUT)            |
| 11.01.2000 | St. Sebastian (AUT)   | Eveline Rohregger (AUT)    | Birgit Heeb (LIE)          | Selina Heregger (AUT)            |
| 12.01.2000 | St. Sebastian (AUT)   | Eveline Rohregger (AUT)    | Martina Fortkord (SWE)     | Selina Heregger (AUT)            |
| 10.02.2000 | Abetone (ITA)         | Martina Lechner (AUT)      | Stina Hofgård Nilsen (NOR) | Kerstin Reisenhofer (AUT)        |
| 14.02.2000 | Sierra Nevada (ESP)   | Selina Heregger (AUT)      | Stina Hofgård Nilsen (NOR) | Carolina Ruiz Castillo (ESP)     |
| 15.02.2000 | Sierra Nevada (ESP)   | Selina Heregger (AUT)      | Tina Maze (SLO)            | Marlies Oester (SUI)             |
| 14.03.2000 | Ischgl (AUT)          | Stina Hofgård Nilsen (NOR) | Petra Knor (AUT)           | Alenka Dovžan (SLO)              |

### Slalom
| Datum      | Ort                   | 1. Platz                        | 2. Platz                        | 3. Platz                    |
| ---------- | --------------------- | ------------------------------- | ------------------------------- | --------------------------- |
| 07.12.1999 | Haute-Nendaz (SUI)    | Monika Bergmann (GER)           | Nataša Bokal (SLO)              | Stéphanie Clément-Guy (FRA) |
| 11.12.1999 | Limone Piemonte (ITA) | Emma Pezzedi (ITA)              | Janette Hargin (SWE)            | Noriyo Hiroi (JPN)          |
| 09.01.2000 | Rogla (SLO)           | Emily Brydon (CAN)              | Noriyo Hiroi (JPN)              | Karin Truppe (AUT)          |
| 15.01.2000 | Krieglach (AUT)       | Henna Raita (FIN)               | Carolina Waidhofer-Dummer (AUT) | Emma Carrick-Anderson (GBR) |
| 16.01.2000 | Krieglach (AUT)       | Carolina Waidhofer-Dummer (AUT) | Henna Raita (FIN)               | Emma Carrick-Anderson (GBR) |
| 07.02.2000 | Sonthofen (GER)       | Henna Raita (FIN)               | Karin Köllerer (AUT)            | Emma Carrick-Anderson (GBR) |
| 08.02.2000 | Sonthofen (GER)       | Emma Pezzedi (ITA)              | Trine Bakke (NOR)               | Špela Pretnar (SLO)         |
| 11.02.2000 | Abetone (ITA)         | Emma Pezzedi (ITA)              | Denise Karbon (ITA)             | Hedda Berntsen (NOR)        |
| 15.03.2000 | See (AUT)             | Henna Raita (FIN)               | Nataša Bokal (SLO)              | Emma Pezzedi (ITA)          |